# حلوة (مطاي)
قرية حلوة هي إحدى القرى التابعة لمركز مطاي بمحافظة المنيا في جمهورية مصر العربية. حسب إحصاءات سنة 2006، بلغ إجمالي السكان في حلوة 12998 نسمة، منهم 6628 رجلا و6370 امرأة.